# Gérald Coutaz
Gérald Coutaz (Vérossaz, 10 juli 1954) is een Zwitsers voormalig voetballer die speelde als verdediger.

## Carrière
Coutaz speelde van 1973 tot in 1978 voor FC Sion en in 1978 maakte hij de overstap naar Servette Genève. Hij stopte met voetballen in 1982, hij vervoegde Servette het seizoen nadat ze kampioen werden.
Hij speelde twee interlands voor Zwitserland waarin hij niet kon scoren.